# Bundaberg, Queensland
Bundaberg este o localitate în statul Queensland, Australia.